# All-Ireland Senior Football Championship 1926
L'All-Ireland Senior Football Championship 1926 fu l'edizione numero 40 del principale torneo di calcio gaelico irlandese. Kerry batté in finale Kildare ottenendo il settimo trionfo della sua storia.

## Semifinali
| Dublino 8 agosto 1926 | Kerry | 1-06 – 0-01 | Cavan | Croke Park |

| Dublino 22 agosto 1926 | Kildare | 1-03 – 0-06 | Galway | Croke Park |

### Finale
| Dublino 5 settembre 1926 | Kerry | 1-03 – 0-06 | Kildare | Croke Park |

| Dublino 17 ottobre 1926 | Kerry | 1-04 – 0-04 | Kildare | Croke Park (35500 spett.) |